# Джон Ллойд (тенісист)
Джон Ллойд (англ. John Lloyd; нар. 27 серпня 1954) — колишній британський тенісист. Найвищу одиночну позицію світового рейтингу — 21 місце досяг 23 липня 1978, парну — 34 місце — 8 вересня 1986 року. Здобув 1 одиночний та 2 парні титули. Перемагав на турнірах Великого шолома в змішаному парному розряді.

## Фінали турнірів Великого шолома

### Одиночний розряд (1 поразка)
| Результат | Рік  | Турнір                                        | Покриття | Суперник         | Рахунок                      |
| --------- | ---- | --------------------------------------------- | -------- | ---------------- | ---------------------------- |
| Поразка   | 1977 | Відкритий чемпіонат Австралії з тенісу (гру.) | Трава    | Вітас Ґерулайтіс | 3–6, 6–7(1–7), 7–5, 6–3, 2–6 |

### Мікст (3–1)
| Результат | Рік  | Турнір                               | Покриття | Партнер        | Суперники                     | Рахунок                 |
| --------- | ---- | ------------------------------------ | -------- | -------------- | ----------------------------- | ----------------------- |
| Перемога  | 1982 | Відкритий чемпіонат Франції з тенісу | Ґрунт    | Венді Тернбулл | Клаудія Монтейру Кассіу Мотта | 6–2, 7–6                |
| Поразка   | 1982 | Вімблдонський турнір                 | Трава    | Венді Тернбулл | Енн Сміт Кевін Каррен         | 6–2, 3–6, 5–7           |
| Перемога  | 1983 | Вімблдонський турнір                 | Трава    | Венді Тернбулл | Біллі Джин Кінг Стів Дентон   | 6–7(5–7), 7–6(7–5), 7–5 |
| Перемога  | 1984 | Вімблдонський турнір (2)             | Трава    | Венді Тернбулл | Кеті Джордан Стів Дентон      | 6–3, 6–3                |

## Часова шкала результатів на турнірах Великого шлему
| W | Ф | ПФ | ЧФ | #Р | КТ | К# | DNQ | A | NH |

### Одиночний розряд
| Турнір                                 | 1971  | 1972  | 1973  | 1974  | 1975  | 1976  | 1977  | 1977  | 1978  | 1979  | 1980  | 1981  | 1982  | 1983  | 1984  | 1985  | 1986  | SR     |
| -------------------------------------- | ----- | ----- | ----- | ----- | ----- | ----- | ----- | ----- | ----- | ----- | ----- | ----- | ----- | ----- | ----- | ----- | ----- | ------ |
| Відкритий чемпіонат Австралії з тенісу |       |       |       | 2р    |       | 2р    |       | Ф     |       |       |       | К1р   | 1р    | 4р    | 2р    | ЧФ    | NH    | 0 / 7  |
| Відкритий чемпіонат Франції з тенісу   |       | К3р   | 2р    | 1р    | 2р    | 1р    | 1р    | 1р    | 3р    | 2р    |       |       | 3р    | 1р    | 2р    | 2р    | 1р    | 0 / 12 |
| Вімблдонський турнір                   | К1р   | К2р   | 3р    | 1р    | 1р    | 1р    | 2р    | 2р    | 1р    | 1р    | 1р    | 2р    | 1р    | 1р    | 3р    | 3р    | 1р    | 0 / 14 |
| Відкритий чемпіонат США з тенісу       |       |       | 2р    | 2р    | 2р    | 3р    | 2р    | 2р    | 3р    | 3р    |       | 1р    |       | 4р    | ЧФ    | 2р    |       | 0 / 11 |
| Strike rate                            | 0 / 0 | 0 / 0 | 0 / 3 | 0 / 4 | 0 / 3 | 0 / 4 | 0 / 4 | 0 / 4 | 0 / 3 | 0 / 3 | 0 / 1 | 0 / 2 | 0 / 3 | 0 / 4 | 0 / 4 | 0 / 4 | 0 / 2 | 0 / 44 |

Нотатка: 1977 року Відкритий чемпіонат Австралії відбувся двічі: в січні та грудні.

## Фінали за кар'єру

### Одиночний розряд: 5 (1–4)
| Результат | W-L | Дата     | Турнір                                      | Покриття   | Суперник         | Рахунок                 |
| --------- | --- | -------- | ------------------------------------------- | ---------- | ---------------- | ----------------------- |
| Перемога  | 1–0 | Сер 1974 | Haverford, США                              | Трава      | Джон Вітлінгер   | 6–0, 4–6, 6–3, 7–5      |
| Поразка   | 1–1 | Жов 1977 | Базель, Швейцарія                           | Тверде (i) | Б'єрн Борг       | 4–6, 2–6, 3–6           |
| Поразка   | 1–2 | Лис 1977 | Вемблі, Велика Британія                     | Килим (i)  | Б'єрн Борг       | 4–6, 4–6, 3–6           |
| Поразка   | 1–3 | Гру 1977 | Відкритий чемпіонат Австралії з тенісу 1977 | Трава      | Вітас Ґерулайтіс | 3–6, 6–7, 7–5, 6–3, 2–6 |
| Поразка   | 1–4 | Сер 1979 | Саут-Орандж, США                            | Ґрунт      | Джон Макінрой    | 7–6(7–1), 4–6, 0–6      |

### Парний розряд: 10 (2–8)
| Результат | W-L | Дата     | Турнір                                | Покриття  | Партнер           | Суперники                        | Рахунок       |
| --------- | --- | -------- | ------------------------------------- | --------- | ----------------- | -------------------------------- | ------------- |
| Поразка   | 0–1 | Лют 1974 | Лондон, Велика Британія               | Тверде    | Марк Феррелл      | Ове Нільс Бенгтсон Б'єрн Борг    | 6–7, 3–6      |
| Поразка   | 0–2 | Лип 1975 | Гілверсум, Нідерланди                 | Ґрунт     | Желько Франулович | Войцех Фібак Гільєрмо Вілас      | 4–6, 3–6      |
| Поразка   | 0–3 | Сер 1975 | Саут-Орандж, США                      | Ґрунт     | Дік Крілі         | Джиммі Коннорс Іліє Настасе      | 6–7, 5–7      |
| Перемога  | 1–3 | Лис 1976 | Лондон, Велика Британія               | Килим (i) | Девід Ллойд       | Джон Фівер Джон Джеймс           | 6–4, 3–6, 6–2 |
| Поразка   | 1–4 | Бер 1977 | Гельсінкі, Фінляндія                  | Килим (i) | Девід Ллойд       | Їржі Гржебець Ганс Кері          | 7–5, 6–7, 4–6 |
| Поразка   | 1–5 | Чер 1977 | Queen's Club, Лондон, Велика Британія | Трава     | Девід Ллойд       | Ананд Амрітрадж Віджай Амрітрадж | 1–6, 2–6      |
| Перемога  | 2–5 | Жов 1979 | Мауї, США                             | Тверде    | Нік Савіано       | Род Фролі Франсіско Гонсалес     | 7–5, 6–4      |
| Поразка   | 2–6 | Лис 1979 | Париж, Франція                        | Тверде    | Тоні Ллойд        | Жан-Луї Ейє Жіль Мореттон        | 6–7, 6–7      |
| Поразка   | 2–7 | Лют 1982 | Indian Wells Open, США                | Тверде    | Дік Стоктон       | Браян Готтфрід Рауль Рамірес     | 4–6, 6–3, 2–6 |
| Поразка   | 2–8 | Лип 1983 | Саут-Орандж, США                      | Ґрунт     | Дік Стоктон       | Фріц Бунінг Том Кейн             | 2–6, 5–7      |